# Warrenton (Noord-Kaap)
Warrenton is een landbouwdorp gelegen in de gemeente Magareng in het oosten van de Zuid-Afrikaanse provincie Noord-Kaap. Het ligt 70 km ten noorden van de provinciale hoofdstad Kimberley aan de oever van de Vaalrivier.

## Geschiedenis
In 1880 kocht een syndicaat het westelijke deel van de boerderij Grasbult. Het syndicaat bevloeide de vruchtbare grond en kweekte ergroenten voor de bewoners van de diamantvelden. Het dorp dat eromheen groeide werd vernoemd naar Sir Charles Warren. In 1888 werden hier diamanten ontdekt en de delving er van ging door tot 1926.

## Lokale economie
Landbouw is de voornaamste economische activiteit van de streek en het dorp heeft hoofdzakelijk een ondersteunende en verzorgende rol voor de omliggende boerderij-gemeenschappen. De landbouw in de streek wordt vooral bedreven op de boerderijen die deel uitmaken van het Vaalharts-irrigatiesysteem. Deze leveren pinda's, luzerne, tarwe, mais en katoen. Veehouderij en het houden van merinoschapen zijn ook belangrijk. Verder zijn er verschillende kaasfabrieken in de streek. Ook wordt er kaolien (porseleinklei) gewonnen.

## Verkeer en vervoer
Warrenton ligt juist stroomafwaarts van de Vaalhartsdam, die water levert voor het Vaalharts-irrigatiesysteem. De nationale weg N12, de belangrijkste verbinding tussen Kimberley en de provincie Gauteng, passeert Warrenton, en de nationale weg N18 naar Mafikeng en Botswana begint hier. De hoofdspoorlijn Kaapstad–Kimberley–Johannesburg gaat ook door de plaats en de spoorlijn naar Mafikeng en verder naar Botswana takt af bij Veertienstromen, op de noordoever van de Vaalrivier tegenover Warrenton.

## Lokaal bestuur
Warrenton is het enige dorp in de gemeente Magareng, die een gebied beslaat van 1.542 km² tussen de Hartsrivier en grens met de Zuid-Afrikaanse provincie Vrijstaat. De gemeenteraad wordt gecontroleerd door een meerderheid van het African National Congress. De burgemeester is Gladys Makena.

## Subplaatsen
Het nationaal instituut voor de statistiek, Stats SA, deelt sinds de volkstelling 2011 deze hoofdplaats in in 2 zogenaamde subplaatsen (sub place):
Warrenton SP • Warrenvale.